# 워터게이트 사건 연표
워터게이트 사건은 리처드 닉슨 대통령의 재선 캠페인 구성원들이 워터게이트 콤플렉스에 있는 민주당 전국위원회 본부를 침입하고 불법 도청한 사건을 말하며, 그 침입을 은폐한 결과 1974년 8월 9일 닉슨이 사임하고, 스캔들 과정에서 발견된 닉슨 백악관의 다른 권력 남용 사건들을 포함했다.

## 1960년대
- 1968년 11월 5일: 리처드 닉슨 대통령 당선.[1]
- 1969년 1월 20일: 리처드 닉슨이 제37대 미국 대통령으로 취임했다.

## 1970년대
- 1971년 7월 1일: 데이비드 영과 이기 "버드" 크로흐는 대니얼 엘즈버그의 펜타곤 문서 유출에 대응하여 나중에 "백악관 배관공들"이 된 조직의 결성을 제안하는 비망록을 작성했다.
- 1971년 8월 21일: 백악관 보좌관들이 닉슨의 적 리스트 작성을 시작했다(비록 닉슨 자신은 이를 인지하지 못했을 수도 있지만). "사용 가능한 연방 기구를 이용하여 우리의 정치적 적들을 망가뜨리기 위해" 시작됐다.[2]
- 1971년 9월 3일: "백악관 배관공들"인 E. 하워드 헌트, G. 고든 리디 등은 존 얼릭먼 또는 백악관 내 그의 직원들의 지시에 따라 대니얼 엘즈버그를 불신하게 만들 수 있는 자료를 찾기 위해 엘즈버그의 정신과 의사 루이스 필딩의 사무실에 침입한다. 이것은 배관공들의 첫 번째 주요 작전이었다.[3]
- 1972년 초까지, 이 단계에서 대통령 재선위원회 (줄여서 CRP, 종종 CREEP[4]이라는 약어로 조롱받음)에 배정된 배관공들은 추가적인 임무가 주어지지 않는 것과 자신들이 제안한 모든 계획과 제안이 CRP에 의해 거부되는 것에 좌절감을 느꼈다. 리디와 헌트는 자신들의 불만을 백악관 – 아마도 찰스 콜슨에게 – 전달했고, 백악관이 CRP에 새로운 작전을 배정하도록 압력을 가하기 시작할 것을 요청했다. 콜슨과 백악관 비서실장 H.R. 홀더먼 모두 그렇게 했을 가능성이 높으며, 이는 몇 달 뒤 워터게이트 침입으로 이어진 일련의 사건들을 시작했다. 이 이야기는 1973년 3월 21일 닉슨과 백악관 법률 고문 존 딘 간의 유명한 "대통령직의 암" 대화에서 확인됐다.[5]
- 1972년 5월 2일: J. 에드거 후버 사망; L. 패트릭 그레이가 FBI 국장 대행으로 임명된다.[6]
- 1972년 5월 28일: 리디의 팀이 워터게이트 콤플렉스의 민주당 전국위원회 본부에 처음 침입하여 직원들의 전화에 도청 장치를 설치했다.[7]
- 1972년 6월 17일: 오전 2시 30분, 배관공들이 워터게이트 빌딩 콤플렉스의 민주당 전국위원회 사무실에서 감시 장치를 심고 강도 행각을 하던 중 체포됐다.
- 1972년 6월 19일: 스티브 킹의 노력에도 불구하고 마사 미첼은 로스앤젤레스 타임즈 사본을 입수하여 워터게이트 일당 중 한 명인 제임스 W. 매코드 주니어가 CRP의 보안 책임자임을 알아봤다.[8]
- 1972년 6월 20일: 딥 스로트 (FBI 부국장 마크 펠트)의 제보를 바탕으로, 밥 우드워드는 워싱턴 포스트에 강도 중 한 명이 자신의 주소록에 E. 하워드 헌트를 가지고 있었고, 헌트가 서명한 수표를 소지하고 있었으며, 헌트가 찰스 콜슨과 관련되어 있다고 보도했다. 같은 날, 닉슨과 홀더먼은 백악관 녹음 시스템에 의해 녹음된 대화를 나눴다. 이 대화 중 18분 30초가 나중에 지워졌다.[9]
- 1972년 6월 23일: 오벌 오피스에서 H.R. 홀더먼은 닉슨 대통령에게 중앙정보국 국장 리처드 헬름스와 부국장 버논 A. 월터스가 FBI 국장 대행 L. 패트릭 그레이에게 "이 일에서 빠져라"라고 말하게 함으로써 워터게이트 침입에 대한 FBI 수사를 중단시키려고 시도할 것을 권고했다. 홀더먼은 그레이가 FBI 부국장 마크 펠트에게 조언을 구하고 받아들일 것이며, 펠트가 야망 때문에 백악관의 지시를 따를 것이라고 예상했다. 닉슨은 동의하고 명령을 내렸다.[10] 그 대화는 녹음됐다.
- 1972년 9월 15일: 헌트, 리디, 워터게이트 침입자들이 연방 대배심에 의해 기소됐다.
- 1972년 11월 7일: 닉슨 재선, 조지 맥거번을 미국 역사상 가장 큰 표차로 누른다.
- 1973년 1월 8일: 강도 재판이 시작되면서 피고인 5명이 유죄를 인정했다. 리디와 제임스 W. 매코드 주니어는 재판 후 유죄 판결을 받았다.
- 1973년 1월 20일: 닉슨이 두 번째 임기로 취임했다.
- 1973년 2월 28일: L. 패트릭 그레이를 FBI 상임 국장으로 승인하기 위한 인준 청문회가 시작됐다. 이 청문회에서 그레이는 존 딘의 워터게이트 수사에 대한 일일 업데이트 제공 명령에 따랐으며, 딘이 FBI 수사관들에게 "아마도 거짓말을 했다"고 밝혔다.
- 1973년 3월 17일: 워터게이트 강도 매코드는 존 시리카 판사에게 편지를 써서 자신의 증언 중 일부가 압력에 의해 위증했으며 이 강도 사건은 CIA 작전이 아니라 다른 정부 관리들이 연루되어 백악관으로 수사를 확대했다고 주장했다.
- 1973년 3월 21일: 딘은 닉슨에게 대통령직에 "암"이 있다고 말했다.
- 1973년 3월 23일: 매코드 편지는 매코드의 선고 공판에서 시리카 판사에 의해 공개 법정에서 공개됐다.
- 1973년 4월 6일: 백악관 법률 고문 존 딘이 연방 워터게이트 검사들과 협력하기 시작했다.
- 1973년 4월 27일: L. 패트릭 그레이가 E. 하워드 헌트의 금고에서 파일을 파기한 사실이 드러나자 사임했다. 윌리엄 러클스하우스가 그의 후임으로 임명됐다.
- 1973년 4월 30일: 백악관 고위 행정 관리인 얼릭먼, 홀더먼, 리처드 클라인딘스트가 사임하고, 존 딘은 해고됐다.
- 1973년 5월 17일: 상원 워터게이트 위원회가 전국적으로 방영되는 청문회를 시작했다.
- 1973년 5월 19일: 독립 특별 검사 아치볼드 콕스가 대통령의 부적절한 행위에 대한 조사를 감독하기 위해 임명됐다.
- 1973년 6월 3일: 존 딘은 워터게이트 수사관들에게 닉슨과 최소 35번 은폐에 대해 논의했다고 주장했다. 이 주장은 닉슨 대통령과 로널드 지글러 간의 통화에서 거짓으로 밝혀졌다.[11][12] 그리고 찰스 콜슨과의 통화에서도[13]
- 1973년 7월 13일: 전 대통령 임명 비서관인 알렉산더 버터필드는 1971년 이래 닉슨 사무실의 모든 대화와 전화 통화가 녹음됐다고 밝혔다.
- 1973년 7월 18일: 닉슨이 백악관 녹음 시스템 해체를 명령했다.
- 1973년 7월 23일: 닉슨이 대통령 테이프를 상원 워터게이트 위원회나 특별 검사에게 넘겨주기를 거부했다.
- 부통령 교체:
  - 1973년 10월 10일: 스피로 애그뉴가 메릴랜드 주지사 재임 중 부패로 인해 미국의 부통령직에서 사임했다.
  - 1973년 10월 12일: 미국 수정 헌법 제25조에 따라 제럴드 포드가 부통령으로 지명된다.
- 1973년 10월 20일: "토요일 밤의 학살" – 닉슨이 엘리엇 리처드슨과 러클스하우스에게 특별 검사 콕스를 해고하라고 명령했다. 둘 다 거부하고 사임했다. 로버트 보크는 사임할 것을 고려했지만 명령을 실행했다.
- 1973년 11월 1일: 레온 야워스키가 새로운 특별 검사로 임명됐다.
- 1973년 11월 17일: 닉슨이 올랜도, 플로리다주의 디즈니 월드에서 열린 TV 기자회견에서 "나는 사기꾼이 아니다"라는 연설을 했다.
  - 1973년 11월 27일: 상원이 92대 3으로 포드를 부통령으로 인준했다.
  - 1973년 12월 6일: 하원이 387대 35로 포드를 부통령으로 인준하고, 그는 투표 한 시간 뒤에 취임 선서를 했다.
- 1974년 1월 28일: 닉슨 선거 캠페인 보좌관 허버트 포터가 위증죄를 인정했다.
- 1974년 2월 25일: 닉슨의 개인 변호사 허버트 칼름바흐가 불법 선거 운동 혐의 두 건에 대해 유죄를 인정했다.
- 1974년 3월 1일: 전직 대통령 보좌관 7명에 대한 기소장에서, 하원 사법위원회를 위한 봉인된 서류 가방과 함께 시리카 판사에게 전달된 문서에서 닉슨은 미기소된 공모자로 지명됐다.
- 1974년 3월 4일: "워터게이트 7인" (미첼, 홀더먼, 얼릭먼, 콜슨, 고든 C. 스트라찬, 로버트 마디안, 케네스 파킨슨)이 공식적으로 기소됐다.
- 1974년 3월 18일: 시리카 판사가 대배심의 봉인된 보고서를 하원 사법위원회에 보낼 것을 명령했다.
- 1974년 4월 5일: 드와이트 채핀이 대배심에 거짓말을 한 혐의로 유죄 판결을 받았다.
- 1974년 4월 7일: 에드 라인케, 공화당 캘리포니아 부지사가 상원 위원회에서 위증 혐의 3건으로 기소됐다.
- 1974년 4월 16일: 특별 검사 야워스키가 64개의 백악관 테이프에 대한 소환장을 발부했다.
- 1974년 4월 30일: 백악관이 닉슨 테이프의 편집된 녹취록을 공개하지만, 하원 사법위원회는 실제 테이프가 제출되어야 한다고 주장했다.
- 1974년 5월 9일: 하원 사법위원회에서 탄핵 심리가 시작됐다.
- 1974년 6월 15일: 우드워드와 번스틴의 책 모두가 대통령의 사람들이 사이먼 앤 슈스터에서 출간됐다(ISBN 0-671-21781-X).
- 1974년 7월 8일: 미국 대법원이 미국 대 닉슨 사건의 구두 변론을 심리했다.
- 1974년 7월 24일: 미국 대 닉슨 판결: 만장일치 결정으로 대법원은 닉슨에게 오벌 오피스 테이프를 수사관들에게 공개하라고 명령했다.
- 의회가 닉슨을 탄핵하기 위해 움직였다.
  - 1974년 7월 27일~7월 30일: 하원 사법위원회가 탄핵 조항을 통과시켰다.
  - 1974년 8월 초: 1972년 6월 23일 (침입 후 며칠 뒤 녹음된) 이전에 알려지지 않았던 테이프가 공개됐다. 이 테이프에는 닉슨과 홀더먼이 수사를 막기 위한 계획을 세우는 내용이 담겨 있었다. 이 녹음은 나중에 "결정적인 증거(Smoking Gun)"로 알려졌다.
  - 위원회에서 탄핵에 반대했던 하원 공화당원들이 이제 하원 본회의에서 닉슨을 탄핵하는 데 찬성표를 던질 것이라고 말했다. 주요 공화당 의회 지도자들은 닉슨에게 하원에서는 탄핵할 충분한 표가 있고 상원에서는 유죄 판결을 내릴 충분한 표가 있다고 말했다.
- 1974년 8월 8일: 닉슨이 전국에 TV로 방영되는 연설에서 사임 연설을 했다.
- 1974년 8월 9일: 닉슨이 사임하고 포드가 대통령이 됐다.
- 1974년 9월 8일: 포드 대통령이 닉슨을 사면함으로써 수사를 종결했다.
- 1974년 10월 17일: 포드는 사면에 대해 의회에서 증언하며, 링컨 대통령 이후 재임 중인 대통령으로서는 처음으로 의회에서 증언한 사례가 됐다.
- 1974년 11월 7일: 94차 미국 의회 선출: 민주당이 상원 5석, 하원 49석을 얻는다. 신인 의원 중 다수가 매우 젊었으며, 언론은 이들을 "워터게이트 베이비들"이라고 부른다.
- 1974년 12월 31일: 닉슨 행정부의 사생활 침해 남용의 결과로 1974년 사생활 보호법이 통과되어 법률이 된다.
- 1975년 1월 1일: 존 N. 미첼, 존 얼릭먼, H. R. 홀더먼이 공모, 사법 방해, 위증 혐의로 유죄 판결을 받았다.
- 1975년 7월 27일: 프랭크 처치가 의장을 맡은 처치 위원회가 국내외 정보 수집 활동을 조사하기 위해 출범했다.
- 1975년 11월 4일: 포드가 포드 보좌관 도널드 럼즈펠드가 주도한 "할로윈 학살"에서 여러 닉슨 내각 구성원을 교체했다. 리처드 체니, 조지 H. W. 부시, 브렌트 스코크로프트가 포드 행정부에 합류하고; 럼즈펠드는 국방부 장관이 되며; 헨리 키신저는 국무장관으로 남지만 국가안보보좌관은 아니다.
- 1976년 5월 5일: 처치 위원회가 상원 정보특별위원회로 대체됐다.
- 1976년 11월 2일: 포드가 미국 대통령 선거에서 지미 카터에게 패했다.
- 1977년 1월 20일: 지미 카터가 제39대 미국 대통령으로 취임했다.
- 1977년 5월 4일: 닉슨이 영국 TV 기자 데이비드 프로스트와 워터게이트에 대한 첫 주요 인터뷰를 했다.
- 1978년 5월 15일: 닉슨이 회고록을 출판하여 워터게이트 사건에 대한 자신의 입장을 더 많이 밝혔다.
- 1978년 10월 25일: 외국 정보 감시법이 제정되어 외국 정보 감시 법원을 설립하고 연방 정부의 국내 감시 권한을 제한했다. 처치 위원회에서 권고됐다.

## 1990년대
- 1990년 5월: 스탠리 쿠틀러의 워터게이트 전쟁이라는 제목의 책이 출간됐다. 이 책은 워터게이트 사건의 최종적인 역사로 자주 인용했다.[14]
- 1992년 1월: 저널리스트 렌 콜로드니와 로버트 게틀린의 사일런트 쿠데타라는 제목의 책이 출간됐다. 이 책은 워터게이트 침입의 원인을 존 딘이 그의 약혼녀와 콜걸 조직과의 연루를 은폐하기 위함이라고 주장한다. 리디가 워터게이트 사건에 대한 자신의 첫 주요 성명에서 이 책을 지지하여 딘이 리디, 콜로드니, 게틀린을 명예훼손으로 고소하게 만들었다. 딘의 소송은 기각되고 법정 밖에서 합의됐으며; 리디에 의해 콜걸 은폐에 연루된 것으로 지목된 민주당 전국위원회 비서 이다 "맥신" 웰스도 명예훼손으로 고소했지만 이 사건의 배심원단은 교착 상태에 빠졌고 판사는 2001년에 사건을 기각했다.[15] 이 책은 종종 수정주의적, 친닉슨적 변명 또는 음모론으로 일축되기도 하지만, 로저 스톤도 지지했다.[16]
- 1994년 4월 22일: 리처드 닉슨이 뇌졸중으로 향년 81세의 일기로 사망했다. 자신의 유언에 따라 국장은 치러지지 않았지만 5일 뒤 열린 장례식은 현직 미국 대통령 5명과 많은 다른 VIP들이 참석한 대규모 행사였다.

## 2000년대
- 2005년 5월 31일: 워터게이트 시절 FBI 부국장을 지낸 W. 마크 펠트가 자신이 딥 스로트라고 선언했다. 이 선언은 나중에 기자 밥 우드워드와 칼 번스틴에 의해 확인됐지만, 일부 작가들에 의해 논란이 있었다.